# Gabriela Mandato
Gabriela Concepción Mandato (San Martín, Provincia de Buenos Aires, Argentina; 19 de diciembre de 1979) es una exbailarina, modelo y vedette. Actualmente es actriz, conductora radial y de televisión por cable

## Carrera y vida privada
Se hizo famosa siendo la coreógrafa y principal bailarina de varios programas tropicales de tv entre 1996 y 2004. Perteneció en los ciclos: A pleno sábado, Siempre sábado, Siempre Sábado Show  y Pasión de sábado donde bailaba casi 9 horas junto a las demás bailarinas del programa. su simpatía, su exuberante cuerpo, su sensualidad y su profesionalismo como bailarina hizo que sea la más recordada, destacada y única bailarina principal del programa.
Llevo la música en el alma y en el cuerpo. Ser la bailarina principal del programa Pasión de sábado me da muchas satisfacciones, aparte de brindarme la posibilidad de bailar lo que más me gusta: la música tropical. Siento que soy una mujer con mucha sensualidad y me gusta jugar con eso, aunque no soy consciente de los ratones que puedo despertar en los hombres que me ven bailar. Disfruto mucho el exhibirme. Me gusta que me miren y también provocar. En realidad, me gusta gustar. Dijo Mandato en una entrevista para la revista Claro en 2003.
Estuvo hasta el último programa del año 2004 del ciclo Pasión de Sábado y en el verano del año 2005 debuta como vedette en el espectáculo "Resistiré con humor", junto a Yuyito González, en la ciudad de Mar del Plata. 
El 8 de julio de 2005 debuta en la calle Corrientes, con la obra "Votemos por el humor", al lado de figuras como: Beatriz Salomón y Mario Sánchez.
En 2008 es convocada por Gerardo Sofovich para participar en un concurso de Bowling en su programa "La Noche del Domingo" llegando a las semifinales del concurso.
En 2009, saltó a la pantalla grande con Esperando la Carroza 2, con Luis Brandoni 
y Betiana Blum, donde interpreta el personaje de la manicura. También tuvo que ser operada de urgencia a raíz de la 
explosión de una de sus prótesis por lo que debió ser intervenida y guardar estricto reposo. 
“Fue un momento muy feo. Todo comenzó con un fuerte dolor de espalda. Yo pensé que era muscular por todo lo 
que estaba ensayando. Pero cuando sentí puntadas agudas no lo dudé y fui al médico. Me dijo que me tenía que 
operar de urgencia. La operación duró como 5 horas y perdí mucha sangre. Me quedé internada por 3 días. 
La semana que viene me dan el alta definitiva y continúo con mi vida normal”, finalizó Mandato.
En verano del 2010 Es candidata para La Chica del Verano Llegó a Carlos Paz la mano de Flor de la V
para Living la viuda loca, uno de los espectáculos más exitosos de la temporada.
En julio de 2011, se separó de su novio Adrian Serantoni (Productor de Pasión de Sábado) con el cual salía desde 2001. 
En el verano de 2011-12 es vedette en la obra ''Barbierisima'' de Carmen Barbieri, lo cual tras un escándalo, sale de la obra peleada con Carmen Barbieri. 
El 28 de diciembre de 2013 debutó como productora junto a su amiga Gabriela Figueroa en la obra Trampas y Tramposos obra en la que también actúa con Santiago Bal y gran elenco.
En 2014 Conduce un Programa radial El Magazine De Mandato y un ciclo junto a Hernan Caire llamado Baila Santa Fe En Canal 5 de Rosario.
En 2015 Sigue con la conducción del su programa radial El Magazine De Mandato y comienza a coconducir junto a Veronica Varano Comenzando el Día por el Canal de cable Magazine. El 5 de junio de 2015 contrae matrimonio con el empresario
Matias Tiscornia después de 10 meses de noviazgo.
El 21 de noviembre de 2015, debutó como panelista en el programa Todo en Uno En América 24.
En 2016 Sigue destacándose en el programa ''Todo en Uno'' en América 24 con notas periodísticas dentro del ciclo.

## Cine y televisión
- A Pleno Sábado (1996-1999) (Bailarina Principal).
- Salsa con Ritmo (1997-1999) (Bailarina Principal).
- Ritmo, Salsa & Juegos (1999-2001) (Bailarina Principal).
- Siempre Sábado (1999-2002) (Bailarina Principal).
- Siempre Sábado Show (2002) (Bailarina Principal).
- Pasión de Sábado (2002-2004) (Bailarina Principal).
- El muro infernal (2008) (Invitada).
- Intrusos (2008) (Invitada).
- La Noche Del Domingo (2008) (Concursante de Bowling).
- Mi Nuevo Yo Night (2008) (Conductora).
- Showmatch (2009) (Varios Sketchs).
- Pablo y Pachu (2009) (Sketch Invitada).
- Esperando la carroza 2 (2009) (Mireya, la manicura).
- Infama (2010-2012,2016) (Invitada).
- Almorzando con Mirtha Legrand (2010) (Invitada).
- Animales Sueltos (2010) (Invitada).
- Plan Tv (2011) (Invitada).
- Este es el show (2011) (Invitada).
- Primer Plano (Chile, 2011) (Invitada).
- Teatro en Chilevisión (Chile, 2011) (Actriz invitada).
- Baila Sante Fé (2014) (Coconductora).
- Comenzando el Día (2015) (Coconductora).
- Todo en Uno (2015-2016) (Panelista y Periodista).

## Teatro
- Resistiré con humor (2005).
- Votemos por el humor (2005).
- Humor en custodia (2006).
- El último argentino virgen (2007).
- Más loca que una vaca (2008).
- Bendito Total (2009).
- Livin la viuda loca (2010).
- Y donde esta el mafioso? (2011).
- Barbierísima (2011).
- Papanatas 2 (2011).
- Las grutas de Tristán (2012).
- Trampas y tramposos (2013 - 2014).
- Extrañamente Juntos (2014).

## Videoclip
- Como el agua brava con Grupo Volcán (1996).
- Aventurera (1998) junto a Miguel Conejito Alejandro.
- La espumita loca (1999) con Los Moykanos. también participaron del video Monica Ayos y Pepe Parada en el cual promocionan la desaparecida cerveza Diosa Tropical
- Por eso vivo (2000) con Los Moykanos.

- Datos: Q21573337